# Жан-Мішель Монін
Жан-Мішель Монін (фр. Jean-Michel Monin, 7 вересня 1967) — французький велогонщик.
Олімпійський чемпіон 1996 року в командній гонці переслідування.
Срібний призер Чемпіонату світу з трекових велоперегонів 1996 року в командній гонці переслідування.